# Oligoaeschna uemurai
Oligoaeschna uemurai är en trollsländeart som beskrevs av Syoziro Asahina 1990. Oligoaeschna uemurai ingår i släktet Oligoaeschna och familjen mosaiktrollsländor. Inga underarter finns listade i Catalogue of Life.